# 2002年中華民國直轄市市長暨市議員選舉
2002年中華民國直轄市市長暨市議員選舉，是中華民國的兩個直轄市（臺北市及高雄市）之市長及市議員進行全面改選的選舉，於2002年12月7日上午8點至下午4點進行投票。本次選舉是繼2001年縣市長選舉後的第二次全國性選舉，被視為對陳水扁政府的第二輪信任投票以及2004年總統大選前哨戰。最後，中國國民黨籍的臺北市市長馬英九、民主進步黨籍的高雄市市長謝長廷雙雙獲得連任，維持「南綠北藍」的基本政治形勢。

## 概論
各直轄市之市長選舉當選者及次高票者之名單（競選連任者以粗體字標示）：
| 直轄市 | 當選者（登記政黨）    | 次高票者（登記政黨）  |
| ------ | --------------------- | --------------------- |
| 臺北市 | 馬英九（ 中國國民黨） | 李應元（ 民主進步黨） |
| 高雄市 | 謝長廷（ 民主進步黨） | 黃俊英（ 中國國民黨） |

各直轄市之市議員選舉席次：
| 政黨         | 臺北市 | 高雄市 |
| ------------ | ------ | ------ |
| 中國國民黨   | 20席   | 12席   |
| 民主進步黨   | 17席   | 14席   |
| 親民黨       | 8席    | 7席    |
| 新黨         | 5席    | 0席    |
| 台灣團結聯盟 | 0席    | 2席    |
| 台灣綠黨     | 0席    | -      |
| 無黨籍及其它 | 2席    | 9席    |

## 臺北市

### 政治背景
臺北市為中華民國政府所在地，實質享有首都的地位，亦為臺灣政治、經濟中心，是臺灣人口最多、最繁榮的都市，總統府及中央政府各單位也都位於臺北市境內。因此臺北市市長由於身為臺北市最高的行政首長，其全國性的代表意義十分重要，掌握的資源也非常豐富。臺北市是全國外省人比例最高的縣市，故外省族群在臺北市的影響力也較臺灣其他縣市大。由於外省聚落較多，國民黨的經營也較深。1980年代以前，外省人群聚的眷村通常為國民黨的鐵票區，此區域通常被稱為「黃復興黨部」。此外，日治時期家族即在臺北者的「老臺北人」則是泛綠的鐵票，以長期來看，老臺北人是全臺灣最深綠的；但此現象被外省人、由非都會區移居至臺北的本省人所掩蓋。
1951年至1967年臺北市為省轄市實施地方自治，市民直選市長，當選者多為臺籍非中國國民黨人士，甚至當年臺北市亦曾被黨外人士稱為「民主聖地」。在1951年市長選舉中，無黨籍的吳三連得到了九萬兩千餘票，以六成六的得票率成為臺北市首任民選省轄市市長。而1954年的臺北市長選舉則由無黨籍的高玉樹勝出。不過在1957年市長選舉，由國民黨籍的黃啟瑞當選，且在1960年市長選舉中黃啟瑞成功獲得連任。而在1964年臺北市長選舉中，黨外人士的高玉樹則以五成二的得票率擊敗國民黨籍的周百鍊。
1967年－1994年期間，由於臺北市被改制成為直屬中央的直轄市，臺北市市長為中央政府官派，不過市長亦皆為臺灣本省籍人士。第一屆民選的直轄市長選舉則在1994年年底舉行。當時國民黨對提名參選的人選非常不穩定，亦曾傳出是前臺北縣縣長林豐正。最後李登輝總統選擇了時任官派市長的黃大洲。民主進步黨方面，謝長廷及陳水扁參與市長提名初選，最後陳水扁得到民進黨的提名。而新黨則派出立法委員趙少康參選。競爭期間，國民黨與新黨互相攻擊。最後，情治單位傳出「棄黃保趙」耳語，亦在中國國民黨分裂之下，陳水扁以四成餘的選票而當選臺北市改制直轄市後第一任民選市長。
在1998年直轄市長選舉中，當時執政四年的陳水扁尋求連任，而國民黨則提名前法務部部長馬英九參選，而新黨則推出王建煊參選。結果，馬英九以七萬餘票之差擊敗陳水扁。對於陳水扁的落選，除了是因為新黨票源回流至超人氣的馬英九下以外，還是因陳水扁當市長時改革過於強勢，包括國民黨政治人物的違章建築處理、處理國學大師錢穆事件話題延續等，引發不滿。
在本次選舉中，中國國民黨已經從中央執政黨變成在野黨。而民進黨在陳水扁落選市長後再次出發，在兩年後成功得到中央執政權，於2000年中華民國總統選舉中，陳水扁在臺北市得到五十九萬票，脫黨參選的前臺灣省省長宋楚瑜得到六十三萬票，而國民黨則得到三十四萬票，顯然宋楚瑜變成臺北市市長選舉的變數。

### 候選人與競選過程
在此次選舉中，國民黨及親民黨正式結盟，聯合推薦馬英九連選連任；而民進黨方面，此時已經進行黨政同步，由陳水扁兼任黨主席，民進黨中央一直找尋不到選將，最後高層推出行政院秘書長、曾任駐美副代表及台北縣區域立法委員的李應元出戰。在選戰中，李應元的光芒被陳水扁蓋過，每每也多是由民進黨中央出手，被視為陳水扁向馬英九的復仇戰，變成「扁馬對決」。雖然民進黨不斷向馬英九攻擊，馬英九的溫和形象吸引不少中間或淺綠選民。馬英九的選戰策略由他自己策劃，國民黨主席連戰在這次選戰中配合馬英九的策略及步伐。最終馬英九成功吸收淺綠選民而成長十多萬票，最後得到八十七萬票大勝李應元所得到的四十八萬票。

### 選舉結果

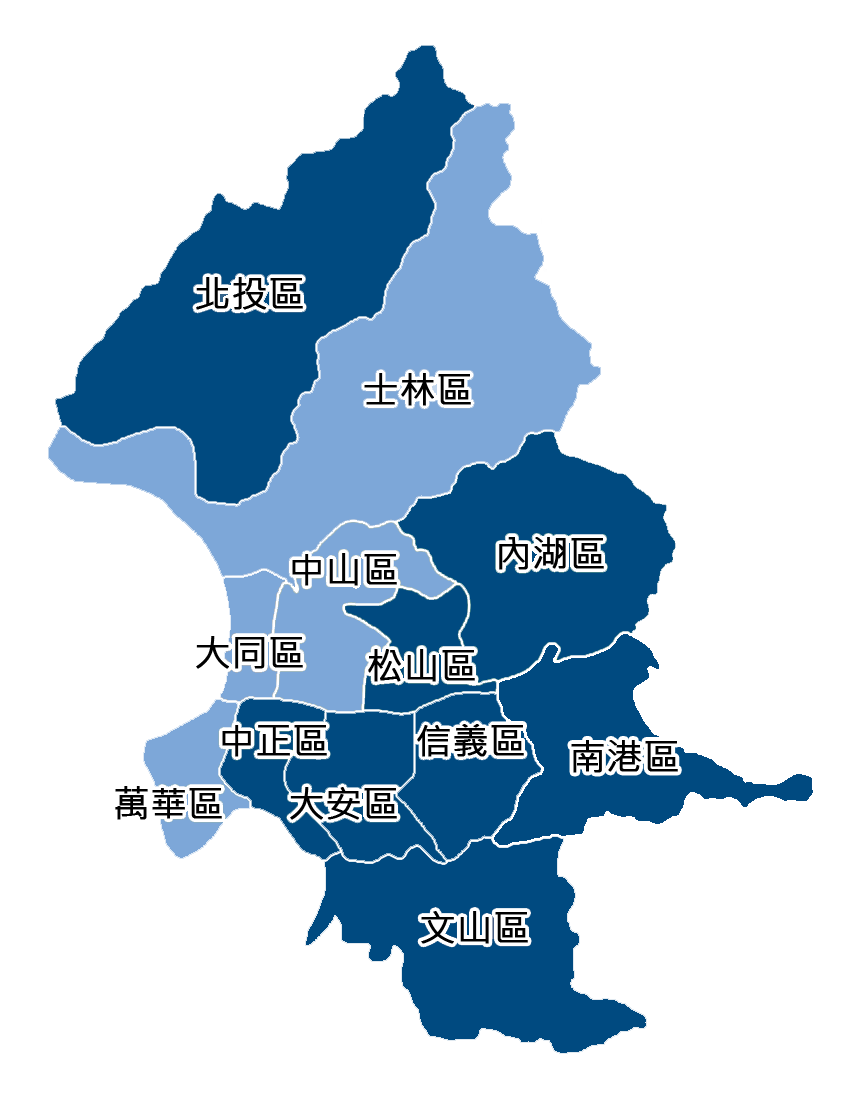
2002年中華民國臺北市市長選舉結果：
馬英九領先且得票率超過百分之六十。
馬英九領先但得票率小於百分之六十。

在臺北市長選舉中，國民黨提名的馬英九以六成四的票數順利獲得連任。而在臺北市議員選舉中，國民黨贏得二十席，民進黨十七席，親民黨八席，新黨則贏得五席。

#### 市長
| 2002年台北市市長選舉結果 | 2002年台北市市長選舉結果 | 2002年台北市市長選舉結果 | 2002年台北市市長選舉結果 | 2002年台北市市長選舉結果 | 2002年台北市市長選舉結果 | 2002年台北市市長選舉結果 |
| 號次                     | 候選人                   | 政黨                     | 得票數                   | 得票率                   | 當選標記                 |                          |
| ------------------------ | ------------------------ | ------------------------ | ------------------------ | ------------------------ | ------------------------ | ------------------------ |
| 1                        | 李應元                   | 民主進步黨               | 488,811                  | 35.89%                   |                          |                          |
| 2                        | 馬英九                   | 中國國民黨               | 873,102                  | 64.11%                   |                          |                          |
| 選舉人數                 | 選舉人數                 | 選舉人數                 | 1,947,169                | 1,947,169                | 1,947,169                |                          |
| 投票數                   | 投票數                   | 投票數                   | 1,374,862                | 1,374,862                | 1,374,862                |                          |
| 有效票                   | 有效票                   | 有效票                   | 1,361,913                | 1,361,913                | 1,361,913                |                          |
| 無效票                   | 無效票                   | 無效票                   | 12,949                   | 12,949                   | 12,949                   |                          |
| 投票率                   | 投票率                   | 投票率                   | 70.61%                   | 70.61%                   | 70.61%                   |                          |

#### 市議員
| 政黨         | 共52席 | 共52席  | 共52席 |
| ------------ | ------ | ------- | ------ |
| 政黨         | 席次   | 得票數  | 得票率 |
| 中國國民黨   | 20     | 431,830 | 32.1%  |
| 民主進步黨   | 17     | 383,905 | 28.5%  |
| 親民黨       | 8      | 236,418 | 17.6%  |
| 新黨         | 5      | 121,399 | 9.0%   |
| 台灣團結聯盟 | 0      | 50,015  | 3.7%   |
| 台灣綠黨     | 0      | 1,807   | 0.1%   |
| 無黨籍及其他 | 2      | 120,734 | 9.0%   |

總選舉人數1,943,250人，出席投票者1,372,567人，投票率為70.63%。

## 高雄市

### 政治背景
近年來，高雄市已成為藍綠勢均力敵之處，兩大陣營各有相當的勢力。在1951年至1979年期間，高雄市長民選時代的八屆市長選舉中，黨外人士先後當選過三屆市長，僅比資源十分雄厚的國民黨籍人士少兩屆。而在1979年至1994年期間，由於高雄市被改制成為直屬中央政府的院轄市，故高雄市市長為中央政府官派。1994年年底舉行的首屆直轄市長選舉則由國民黨提名的時任官派市長吳敦義以五成四的得票率當選。但在1998年直轄市長選舉中，民進黨提名的謝長廷以四千五百多票的微小差距，擊敗了尋求連任的吳敦義。在2000年中華民國總統選舉中，陳水扁在高雄市得到了將近四十萬票，脫黨參選的前臺灣省省長宋楚瑜得到將近二十六萬票，而國民黨則得到二十萬票。

### 選舉結果

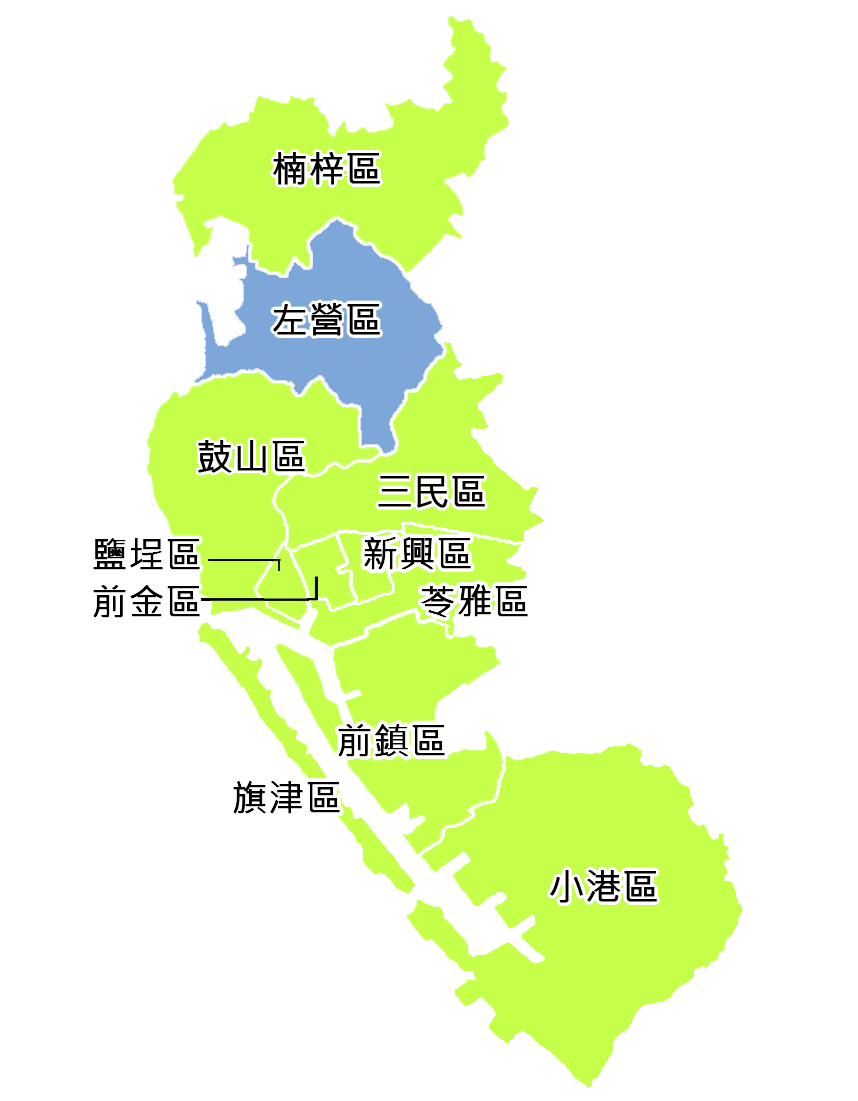
2002年中華民國高雄市市長選舉結果：
謝長廷領先但得票率小於百分之六十。
黃俊英領先但得票率小於百分之六十。

在高雄市市長選舉中，民進黨提名的謝長廷以將近兩萬五千票的優勢連任市長。而在高雄市議員選舉中，民進黨贏得十四席，國民黨十二席，親民黨七席，台聯則贏得兩席。

#### 市長
| 2002年高雄市市長選舉結果 | 2002年高雄市市長選舉結果 | 2002年高雄市市長選舉結果 | 2002年高雄市市長選舉結果 | 2002年高雄市市長選舉結果 | 2002年高雄市市長選舉結果 | 2002年高雄市市長選舉結果 |
| 號次                     | 候選人                   | 政黨                     | 得票數                   | 得票率                   | 當選標記                 |                          |
| ------------------------ | ------------------------ | ------------------------ | ------------------------ | ------------------------ | ------------------------ | ------------------------ |
| 1                        | 施明德                   | 無黨籍                   | 8,750                    | 1.13%                    |                          |                          |
| 2                        | 張博雅                   | 無黨籍                   | 13,512                   | 1.75%                    |                          |                          |
| 3                        | 黃天生                   | 無黨籍                   | 1,998                    | 0.26%                    |                          |                          |
| 4                        | 黃俊英                   | 中國國民黨               | 361,546                  | 46.82%                   |                          |                          |
| 5                        | 謝長廷                   | 民主進步黨               | 386,384                  | 50.04%                   |                          |                          |
| 選舉人數                 | 選舉人數                 | 選舉人數                 | 1,092,668                | 1,092,668                | 1,092,668                |                          |
| 投票數                   | 投票數                   | 投票數                   | 779,911                  | 779,911                  | 779,911                  |                          |
| 有效票                   | 有效票                   | 有效票                   | 772,157                  | 772,157                  | 772,157                  |                          |
| 無效票                   | 無效票                   | 無效票                   | 7,754                    | 7,754                    | 7,754                    |                          |
| 投票率                   | 投票率                   | 投票率                   | 71.38%                   | 71.38%                   | 71.38%                   |                          |

#### 市議員
| 政黨         | 共44席 | 共44席  | 共44席 |
| ------------ | ------ | ------- | ------ |
| 政黨         | 席次   | 得票數  | 得票率 |
| 中國國民黨   | 12     | 197,506 | 25.8%  |
| 民主進步黨   | 14     | 191,913 | 25.0%  |
| 親民黨       | 7      | 91,580  | 11.9%  |
| 台灣團結聯盟 | 2      | 51,500  | 6.7%   |
| 新黨         | 0      | 4,807   | 0.6%   |
| 無黨籍及其它 | 9      | 229,512 | 29.9%  |

總選舉人數1,090,234人，出席投票者778,472人，投票率為71.4%。

### 引用
1. ↑  臺北市 （页面存档备份，存于），中華民國教育部：教育部重編國語辭典修訂本
2. ↑  土地面積、村里鄰、戶數暨現住人口數統計表 （页面存档备份，存于）中華民國內政部統計資訊網
3. ↑  93年全國客家人口基礎資料調查研究 （页面存档备份，存于），行政院客家委員會
4. 1 2  Richter（2010年1月8日）臺北的世界大戰 （页面存档备份，存于），地圖會說話，痞客邦
5. ↑  台灣首屆縣市長選舉之研究（1950－1951） （页面存档备份，存于），國立清華大學歷史研究所
6. 1 2  . 選舉資料庫.   [2022-07-11]. （原始内容存档于2022-06-15）.